# Warcraft III: The Frozen Throne
The Frozen Throne este un joc  din categoria RTS (real-time strategy) creat pentru PC, compatibil cu Microsoft Windows , Mac OS și Mac OS X de către Blizzard Entertainment. Este pachetul de expansiune oficial al Warcraft III: Reign of Chaos, având nevoie de acesta pentru a fi jucat. Lansat în mai multe limbi în magazine din toată lumea începând cu 1 iulie 2003, include noi unități pentru fiecare rasă, o nouă rasă neutră, patru campanii, cinci eroi neutrii (în plus, un alt erou neutru a fost adăugat în aprilie 2004 și încă doi în august 2004), abilitatea de a construi un magazin și numeroase alte îmbunătățiri precum abilitatea de a opri pe pauză upgrade-urile. Unitățile marine au fost reintroduse; ele au fost prezentate în Warcraft II dar au fost absente în Reign of Chaos. Blizzard Entertainment a lansat patch-uri pentru a repara problemele din joc, și care adaugă noi elemente și echilibrarea multiplayer.
Warcraft III: The Frozen Throne este expansion-ul jocului cu același nume (Warcraft III: Reign of Chaos) creat de Blizzard Entertainment. O binecunoscută hartă ce se poate juca în LAN sau pe Internet este cea de "Defense of the Ancients" (DotA). Creatorul acestui tip de harta este Icefrog care a semnat cu cei de la Blizzard un contract împreună cu o întreagă echipă de oameni. Acest tip de joc este asa de popular încât  sunt organizate diferite turnee în întreaga lume. Un cunoscut engine pe care se poate juca DotA este "GG" (http://www.garena.com)

## Povestea

### Campaniile
Illidan Stormrage a câștigat supunerea Naga (Oamenii mării), fiind un fost Night Elf (elf al nopții) ce s-a adaptat la viața sub apă. Warden-a Maiev Shadowsong îl urmărește pe fostul ei prizonier pe mare până în Lordaeron. Ea cere ajutorul lui Malfurion Stormrage (Fratele lui Illidan) și Tyrande Whisperwind, dar Maiev deține un blestem contra Tyrande pentru acțiunile ei în eliberarea lui Illidan, rezultând în minciuna ei despre moartea Tyrandei către Malfurion. Malfurion și Maiev îl împiedică pe Illidan de la folosirea unui artefact numit Ochiul lui Sargeras, dar în acest proces, trădarea lui Maiev iese la suprafață, iar frații Stormrage își unesc forțele pentru a o salva pe Tyrande. Malfurion își cere scuze de la Illidan, deși nu-i revocă exilul, iar Illidan pleacă în Outland, urmat de Maiev.
În următoarea campanie, Campania Alianței, Oamenii nu mai sunt în centrul atenției ca în jocurile precedente. În loc de toată Alianța, doar unitățile Blood Elven sunt folosibile, cu adiția Draeneilor și Naga. Prințul Kael'thas este liderul Blood Elf-ilor, un grup de High Elves care au supraviețuit invaziei lui Quel'Thalas de către Scourge. Ei luptaseră ajutând Alianța, Blood Elfii sunt prizonieri ai unui Cavaler Uman rasist, dar sunt salvați de Lady Vashj și ai ei Naga. Vashj îl ia apoi pe Kael'thas în Outland, rămășițele planetei de origine a orcilor, Draenor, pentru a-l întâlni pe stăpânul Illidan. După ce îi scăpase lui Maiev și câștigase supunerea nativilor Draenei, Illidan este gata să cucerească Outland-ul, unde speră că va fi ferit de greșeala sa de a folosi Ochiul lui Sargeras pentru a distruge Tronul Înghețat în care Lich King este ținut prizonier. Stăpânul său, demonul warlock Kil'jaeden, îi prinde și Illidan își reînnoiește cuvântul dat de a-l  distruge pe Lich King, care l-a trădat pe Kil'jaeden.
Pe pământul Lordaeron-ului, acum cunoscut ca the Plaguelands (tărâmul bolân), are loc un război civil. Forțele Undead (Morții-vii) se sparge în trei facțiuni majore: Arthas și Kel'Thuzad, loiali lui Lich King; the Forsaken, conduși de Regina Stafie Sylvanas Windrunner; și the Dreadlords, loiali Legiunii Arzânde, care nu știu de biruirea acesteia. La sfârșit, Sylvanas îi învinge pe Dreadlords și devine stăpână peste Plaguelands, în timp ce Arthas călătorește către Northrend pentru a-l apăra pe Lich King, bătându-se cu subteranii Nerubieni și cu forțele lui Illidan. După ce îl rănește pe Illidan într-un duel, Arthas ascende către Tronul Înghețat și se contopește cu Lich King.  Planurile noului Lich King vor fi explorate în World of Warcraft: Wrath of the Lich King.

## Nominalizări și rating-uri
Ca și predecesorul său, The Frozen Throne a fost bine primit printre critici. Are un rating total de 90.5% pe Game Rankings.
- Cel mai bun Pachet de expansiune - Gamespot
- Cel mai bun Joc Multiplayer - Gamespot
- Cel mai bun Joc de Strategie pentru PC (Alegerea cititorilor) - GameSpot
- Jocul Lunii - IGN PC
- Alegerea Editorului (90 din 100 rating) - Games Xtreme
- Alegerea Editorului (9 din 10 rating) - Strategy Gaming Online
- PC Alegerea Jucătorului de Strategie- GameSpy
- 94 din 100 rating - Next Level Gaming
- 94 din 100 rating - Gamer Play Networks
- 94 din 100 rating - Game Marshal
- 94 din 100 rating - GameAxis
- 92 din 100 rating - The Gamer's Temple
- 91 din 100 rating - Action Trip
- 90 din 100 rating - Gameguru Mania
- 88 din 100 rating - GameSpy
- 84 din 100 rating - PCGamer
- 10 din 10 rating - Game Chronicles Magazine
- 9.4 din 10 rating - GameZone
- 9.2 din 10 rating - GameSpot
- 9 din 10 rating - IGN PC
- 9 din 10 rating - Gameinformer
- 8.9 din 10 rating - Worthplaying
- 8.8 din 10 rating - Gamer's Hell
- 5 din 5 rating - GamePro
- A- rating - UGO